# Ulrike Tillmannová
Ulrike Tillmannová (nepřechýleně Tillmann; * 12. prosince 1962) je matematička specializující se na algebraickou topologii. Významným způsobem přispěla k výzkumu modulového prostoru a algebraických křivek. Je čestnou profesorkou matematiky na Oxfordské univerzitě.

## Vzdělání
V roce 1985 získala bakalářský titul na Brandeis University a v roce 1987 magisterský na Stanfordově univerzitě. Zde poté pokračovala v doktorském studiu a v roce 1990 získala doktorát. V roce 1996 byla na Univerzitě v Bonnu habilitována.

## Ocenění
V roce 2004 jí byla od Londýnské matematické společnosti udělena cena Whitehead Prize.
V roce 2008 byla zvolena členkou Královské společnosti a v roce 2013 členkou Americké matematické společnosti.